# Monotoma quadrifoveolata
Monotoma quadrifoveolata is een keversoort uit de familie kerkhofkevers (Monotomidae). De wetenschappelijke naam van de soort werd in 1837 gepubliceerd door Victor Ivanovitsch Motschulsky.